# Jim Lightbody
James Davies "Jim" Lightbody  (Pittsburgh, 16 maart 1882 – Charleston, 2 maart 1953) was een Amerikaanse atleet.
Lightbody behaalde zijn grootste successen tijdens de Olympische Zomerspelen 1904 met drie gouden en één zilveren medaille. Hij won goud op de 800 meter, 1500 meter en de 3000 m steeple. Op de 1500 meter liep hij met 4.05,4 een wereldrecord. Dit was geen scherp record, aangezien het wereldrecord op de mijl op 4.15,6 stond. Op de Olympische Zomerspelen 1906 behaalde hij zilver op de 800 meter. In 1908 kwam Lightbody niet door de reeksen.

## Palmares

### 800 m
- 1904:  OS - 1.56,0 s OR
- 1906:  OS
- 1908: series OS

### 1500 m
- 1904:  OS - 4.05,4 s WR
- 1906:  OS - 4.12,0 s
- 1908: series OS

### 3000 m steeple
- 1904:  OS - 7.39,6 s (2590m)
- 1908: series OS - (3200m)

### 4 mijl team
- 1904:  OS

1896: Teddy Flack ·
1900: Alfred Tysoe ·
1904: Jim Lightbody ·
1908: Mel Sheppard ·
1912: Ted Meredith ·
1920: Albert Hill ·
1924: Douglas Lowe ·
1928: Douglas Lowe ·
1932: Tommy Hampson ·
1936: John Woodruff ·
1948: Mal Whitfield ·
1952: Mal Whitfield ·
1956: Tom Courtney ·
1960: Peter Snell ·
1964: Peter Snell ·
1968: Ralph Doubell ·
1972: Dave Wottle ·
1976: Alberto Juantorena ·
1980: Steve Ovett ·
1984: Joaquim Cruz ·
1988: Paul Ereng ·
1992: William Tanui ·
1996: Vebjørn Rodal ·
2000: Nils Schumann ·
2004: Joeri Borzakovski ·
2008: Wilfred Bungei ·
2012: David Rudisha ·
2016: David Rudisha ·
2020: Emmanuel Korir ·
2024: Emmanuel Wanyonyi
1896: Teddy Flack ·
1900: Charles Bennett ·
1904: Jim Lightbody ·
1908: Mel Sheppard ·
1912: Arnold Jackson ·
1920: Albert Hill ·
1924: Paavo Nurmi ·
1928: Harri Larva ·
1932: Luigi Beccali ·
1936: Jack Lovelock ·
1948: Henry Eriksson ·
1952: Josy Barthel ·
1956: Ron Delany ·
1960: Herb Elliott ·
1964: Peter Snell ·
1968: Kipchoge Keino ·
1972: Pekka Vasala ·
1976: John Walker ·
1980: Sebastian Coe ·
1984: Sebastian Coe ·
1988: Peter Rono ·
1992: Fermín Cacho ·
1996: Noureddine Morceli ·
2000: Noah Ngeny ·
2004: Hicham El Guerrouj ·
2008: Asbel Kiprop ·
2012: Taoufik Makhloufi ·
2016: Matthew Centrowitz ·
2020: Jakob Ingebrigtsen ·
2024: Cole Hocker